# Corticaria planula
Corticaria planula là một loài bọ cánh cứng trong họ Latridiidae. Loài này được Fall miêu tả khoa học năm 1899.